# Festuca modesta
Festuca modesta är en gräsart som beskrevs av Ernst Gottlieb von Steudel. Festuca modesta ingår i släktet svinglar, och familjen gräs. Inga underarter finns listade i Catalogue of Life.